# Sterlina egiziana
La sterlina egiziana (in arabo egiziano: الجنيه المصرى, el-geneh el-maṣrī o in inglese: Egyptian pound), o più propriamente lira egiziana, è la valuta corrente della Repubblica Araba dell'Egitto. La moneta è divisa in 100 piastre (qurūsh) o 1000 milliemi.

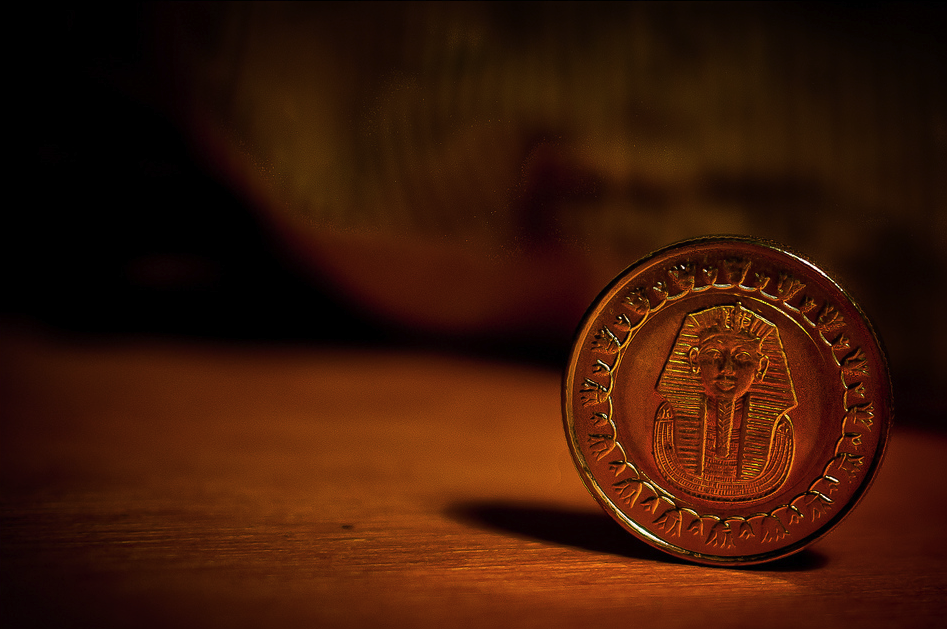
Una moneta contemporanea da £E 1.

La sterlina egiziana è spesso abbreviata in LE (livre égyptienne, in lingua francese) o anche £E. Il nome arabo genēh deriva dalla ghinea, il cui valore, al termine del XIX secolo, era pari a 100 piastre.

## Storia

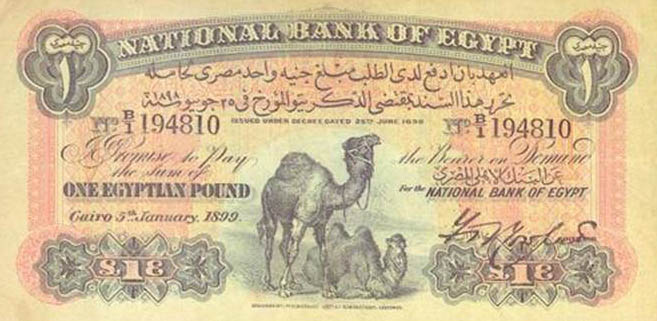
La prima banconota da £E 1, emessa nel 1899.

Nel 1834, venne emesso un decreto dal Chedivè, che adottava una valuta egiziana basata su uno standard bimetallico (oro e argento) sulla base del tallero di Maria Teresa, una moneta commerciale popolare nella regione. Venne introdotta la sterlina egiziana, nota come geneih, che sostituì la piastra egiziana (ersh) come unità monetaria principale. La piastra continuò a circolare come 1/100 di sterlina, con la piastra suddivisa in 40 par. Nel 1885, il para cessò di venire emesso e la piastra venne divisa in decimi (عشر القرش 'oshr el-ersh). Questi decimi furono ribattezzati milliemi (malleem), nel 1916.
I cambi legali furono fissati, per legge, per importanti valute estere che divennero accettabili nel regolamento delle transazioni interne. Alla fine, questa decisione portò l'Egitto a utilizzare de facto un sistema aureo tra il 1885 e il 1914, con £E 1 = 7,4375 grammi di oro puro. Allo scoppio della prima guerra mondiale, la sterlina egiziana utilizzò una sterlina britannica  a una libbra e una sterlina a sei pence per una sterlina egiziana.
L'Egitto rimase parte dell'area della sterlina fino al 1962, quando la sterlina venne leggermente svalutata e allora, il governo egiziano passò al dollaro statunitense (a un tasso di 1 £E = 2,3 $). Questo piolo venne cambiato in 1 £E = 2,55555 $ nel 1973 quando anche il dollaro venne svalutato. La sterlina stessa venne svalutata nel 1978 a un piolo di 1 £ = 1,42857 $ (1 dollaro = 0,7 £E). La sterlina fluttuò nel 1989, tuttavia (fino al 2001), il flottante venne strettamente gestito dalla Banca centrale d'Egitto ed erano in vigore i controlli sui cambi. Dopo aver esaurito tutte le sue politiche a sostegno della sterlina egiziana, la Banca centrale d'Egitto venne costretta a porre fine al regime di flottante gestito e permise alla sterlina di fluttuare liberamente il 3 novembre 2016; Quel giorno, la banca annunciò anche la fine dei controlli sui cambi: il tasso ufficiale scese di due volte.
La sterlina egiziana venne utilizzata anche nel Sudan Anglo-Egiziano tra il 1899 e il 1956 e in Cirenaica quando era sotto l'occupazione britannica e in seguito un emirato indipendente tra il 1942 e il 1951. Circolò anche nella Palestina dal 1918 al 1927, quando venne introdotta la sterlina palestinese, con un valore pari a quello della sterlina inglese. La Banca nazionale d'Egitto emise banconote per la prima volta il 3 aprile 1899. La Banca centrale d'Egitto e la Banca nazionale d'Egitto furono unificate nella Banca centrale d'Egitto nel 1961.

## Denominazioni popolari

### Denominazioni storiche e/o scherzose
Diversi nomi popolari, non ufficiali, vengono usati per riferirsi ai diversi valori della valuta egiziana. Questi includono nekla (نكلة‎)  (dalla parola Nichel) per due millesimi, ta'rifa (تعريفة‎)  per cinque milliemi, shelen (شلن‎)  per cinque piastre, bariza (بريزة‎) per dieci piastre e reyal ( ريال ) ("real") per venti piastre. Poiché piastre e millesimi non hanno più corso legale, la denominazione più piccola attualmente coniata è la moneta da venticinque piastre (che funziona come un quarto di libbra); questi termini sono per lo più caduti in disuso e sopravvivono come semplici curiosità storiche. Alcuni, sono sopravvissuti per riferirsi a sterline: bariza ora si riferisce a una banconota da dieci libbre e reyal può essere utilizzato in riferimento a una banconota da venti libbre.

### Denominazioni informali
Diverse somme di EGP hanno soprannomi speciali, ad esempio: £E 1 Bolbol che significa usignolo o Gondi che significa soldato, 1000 £E bako (باكو) "pacchetto"; 1.000.000 £E arnab (coniglio) "coniglio"; 1.000.000.000 £E fil (فيل) "elefante".

## Monete
| Valore       | Debutto   | Immagine            | Immagine                      | Specifiche                    | Specifiche                    | Specifiche                    | Specifiche                    | Specifiche                    | Descrizione                                              | Descrizione |
| Valore       | Debutto   | Davanti             | Retro                         | Diametro (mm)                 | Spessore (mm)                 | Massa (g)                     | Composizione                  | Composizione                  | Davanti                                                  | Retro |
| ------------ | --------- | ------------------- | ----------------------------- | ----------------------------- | ----------------------------- | ----------------------------- | ----------------------------- | ----------------------------- | -------------------------------------------------------- | --- |
| 5 piastre**  | 1984      | 5qershObverse1984   | 5qershReverse1984             | 23                            | 1,2                           | 4,9                           | rame 95% alluminio 5%         | rame 95% alluminio 5%         | tre piramidi di Giza                                     | - جمهورية مصر العربية ("Repubblica Araba d'Egitto") - Valore in arabo - anno Hijri e anno gregoriano               |
| 5 piastre**  | 1992      |                     |                               | 21                            | 1,1                           | 3,2                           | rame 92% alluminio 8%         | rame 92% alluminio 8%         | ceramica islamica                                        | - جمهورية مصر العربية ("Repubblica Araba d'Egitto") - Valore in arabo - anno Hijri e anno gregoriano               |
| 5 piastre**  | 2004/2008 | 17                  | 1,04                          | 2,4                           | acciaio 94% nichel 2% rame 4% | acciaio 94% nichel 2% rame 4% |                               |                               | ceramica islamica                                        | - جمهورية مصر العربية ("Repubblica Araba d'Egitto") - Valore in arabo - anno Hijri e anno gregoriano               |
|              |           |                     |                               |                               |                               |                               |                               |                               |                                                          | - جمهورية مصر العربية ("Repubblica Araba d'Egitto") - Valore in arabo - anno Hijri e anno gregoriano               |
| 10 piastre** | 1984      |                     |                               | 25                            | 1,35                          | 5,2                           | rame 75% nichel 25%           | rame 75% nichel 25%           | Moschea di Muhammad Ali                                  | - جمهورية مصر العربية ("Repubblica Araba d'Egitto") - Valore in arabo - anno Hijri e anno gregoriano               |
| 10 piastre** | 1992      |                     |                               | 23                            | 1,2                           | 4,9                           | rame 95% alluminio 5%         | rame 95% alluminio 5%         | Moschea di Muhammad Ali                                  | - جمهورية مصر العربية ("Repubblica Araba d'Egitto") - Valore in arabo - anno Hijri e anno gregoriano               |
| 10 piastre** | 2008      |                     |                               | 19                            | 1,1                           | 3,2                           | acciaio 94% rame 2% nichel 4% | acciaio 94% rame 2% nichel 4% | Moschea di Muhammad Ali                                  | - جمهورية مصر العربية ("Repubblica Araba d'Egitto") - Valore in arabo - anno Hijri e anno gregoriano               |
|              |           |                     |                               |                               |                               |                               |                               |                               | Moschea di Muhammad Ali                                  | - جمهورية مصر العربية ("Repubblica Araba d'Egitto") - Valore in arabo - anno Hijri e anno gregoriano               |
| 20 piastre** | 1984      |                     |                               | 27                            | 1,4                           | 6                             | rame 75% nichel 25%           | rame 75% nichel 25%           | Moschea di Muhammad Ali                                  | - جمهورية مصر العربية ("Repubblica Araba d'Egitto") - Valore in arabo - anno Hijri e anno gregoriano               |
| 20 piastre** | 1992      |                     |                               | 25                            | 1,35                          | 5,2                           | rame 95% alluminio 5%         | rame 95% alluminio 5%         | Università di al-Azhar                                   | - جمهورية مصر العربية ("Repubblica Araba d'Egitto") - Valore in arabo - anno Hijri e anno gregoriano               |
|              |           |                     |                               | 25                            |                               | 5,2                           | rame 95% alluminio 5%         | rame 95% alluminio 5%         |                                                          | - جمهورية مصر العربية ("Repubblica Araba d'Egitto") - Valore in arabo - anno Hijri e anno gregoriano               |
| 25 piastre   | 1993**    |                     |                               | 25                            | 1,4                           | 5,2                           | rame 95% alluminio 5%         | rame 95% alluminio 5%         | - Illustrazione islamica - Valore in arabo e in italiano | - جمهورية مصر العربية ("Repubblica Araba d'Egitto") - anno Hijri e anno gregoriano                                 |
| 25 piastre   | 2008      |                     |                               | 21                            | 1,26                          | 4,5                           | acciaio 94% rame 2% nichel 4% | acciaio 94% rame 2% nichel 4% | - Illustrazione islamica - Valore in arabo e in italiano | - جمهورية مصر العربية ("Repubblica Araba d'Egitto") - anno Hijri e anno gregoriano                                 |
|              |           |                     |                               |                               |                               |                               |                               |                               |                                                          | |
| 50 piastre   | 2005      |                     |                               | 25                            | 1,58                          | 6,5                           | rame 75% zinco 20% nichel 5%  | rame 75% zinco 20% nichel 5%  | - Busto di Cleopatra - anno Hijri e anno gregoriano      | - جمهورية مصر العربية ("Repubblica Araba d'Egitto") - Valore in arabo e in italiano                                |
| 50 piastre   | 2007      | 23                  | 1,7                           | acciaio 94% nichel 2% rame 4% | acciaio 94% nichel 2% rame 4% | 6,5                           |                               |                               | - Busto di Cleopatra - anno Hijri e anno gregoriano      | - جمهورية مصر العربية ("Repubblica Araba d'Egitto") - Valore in arabo e in italiano                                |
|              |           |                     |                               |                               |                               |                               |                               |                               |                                                          | |
| 1£***        | 2005      |                     |                               | 25                            | 1,89                          | 8,5                           | bimetallismo                  | bimetallismo                  | Maschera funeraria di Tutankhamon                        | - جمهورية مصر العربية ("Repubblica Araba d'Egitto") - Valore in arabo e in italiano - anno Hijri e anno gregoriano |
| 1£***        | 2005      | Anello              | Centro                        | 25                            | 1,89                          | 8,5                           |                               |                               | Maschera funeraria di Tutankhamon                        | - جمهورية مصر العربية ("Repubblica Araba d'Egitto") - Valore in arabo e in italiano - anno Hijri e anno gregoriano |
| 1£***        | 2005      | rame 75% nichel 25% | rame 75% zinco 20% nichel 5%  | 25                            | 1,89                          | 8,5                           |                               |                               | Maschera funeraria di Tutankhamon                        | - جمهورية مصر العربية ("Repubblica Araba d'Egitto") - Valore in arabo e in italiano - anno Hijri e anno gregoriano |
| 1£***        | 2007/2008 | 1,96                | acciaio 94% rame 2% nichel 4% | 25                            | acciaio 94% nichel 2% rame 4% | 8,5                           |                               |                               | Maschera funeraria di Tutankhamon                        | - جمهورية مصر العربية ("Repubblica Araba d'Egitto") - Valore in arabo e in italiano - anno Hijri e anno gregoriano |

* 1 para = 1/40 piastre.
** Non più in circolazione dal 2008.
*** Per commemorare la diramazione del Canale di Suez, il dritto recava la frase araba, قناة السويس الجديدة‎ "New Suez Canal".

## Banconote
Nel 1899, la Banca nazionale d'Egitto introdusse banconote in tagli da 50 piastre, 1 £, 5 £, 10 £, 50 £  e 100 £. Tra il 1916 e il 1917, furono aggiunte 25 piastre, insieme a banconote governative da 5 e 10 piastre; emesse a intermittenza, le piastre da 5 e da 10 sterline, sono oggi prodotte dal Ministero delle Finanze.
Nel 1961, la Banca centrale d'Egitto subentrò alla Banca nazionale e emise banconote in tagli da 25 e da 50 piastre; nel 1976, furono introdotte banconote da 1 £, 5 £, 10 £ e 20 £ (seguite da 100 £, nel 1978; 50 £, nel 1993, e 200 £, nel 2007).
Tutte le banconote egiziane sono bilingui (con testi arabi e numeri arabi orientali, sul davanti, e testi inglesi e numeri arabi occidentali sul retro). I disegni sul davanti, tendono a presentare un edificio islamico mentre i disegni sul retro, raffigurano immagini dell'Antico Egitto (edifici, statue e iscrizioni). Nel dicembre 2006, venne menzionato negli articoli dei giornali Al Ahram e Al Akhbar che si prevedeva di introdurre banconote da 200 £ e 500 £; a partire dal 2019, sono presenti banconote da 200 £ in circolazione ma non ci sono ancora piani per produrre banconote da 500 £. A partire dal 2011, le banconote da 25, 50 piastre e da 1 £, sono state gradualmente eliminate e sostituite da un uso più ampio delle monete; a giugno 2016, la Banca nazionale d'Egitto, reintrodusse la banconota da 1 £ così come le banconote da 25 e 50 piastre (in risposta alla carenza di piccole monete).
Il governatore della Banca Centrale d'Egitto, annunciò che la Banca Centrale d'Egitto emetterà banconote in polimero entro l'inizio del 2021; questo cambiamento arriverà quando la CBE trasferirà la sua sede nella nuova capitale amministrativa; il 31 luglio 2021, il Presidente dell'Egitto ha esaminato le banconote da 10 e da 20 EGP, che saranno emesse nel novembre 2021. Nell'agosto 2021, la Banca Centrale fu costretta a confermare che gli ologrammi arcobaleno sulle nuove banconote erano una funzione di filigrana sicura per prevenire la contraffazione (dopo che i critici, avevano suggerito che si trattasse di un messaggio segreto di sostegno ai diritti LGBT).
| Immagine | Immagine | Valore     | Dimensioni (millimetri) | Colore principale    | Descrizione                   | Descrizione                                                                             | Anno della prima emissione |
| Davanti  | Retro    | Valore     | Dimensioni (millimetri) | Colore principale    | Davanti                       | Retro                                                                                   | Anno della prima emissione |
| -------- | -------- | ---------- | ----------------------- | -------------------- | ----------------------------- | --------------------------------------------------------------------------------------- | -------------------------- |
|          |          | 25 piastre | 130 × 70                | blu                  | Moschea di Ayesha             | Stemma dell'Egitto                                                                      | 1985                       |
|          |          | 50 piastre | 135 × 70                | marrone/giallo-verde | Moschea di al-Azhar           | Ramses II                                                                               | 1985                       |
|          |          | 1 £        | 140 × 70                | beige                | Moschea e mausoleo di Qaitbay | Abu Simbel                                                                              | 1978                       |
|          |          | 5 £        | 145 × 70                | verde-bluastro       | Moschea di Ahmad ibn Tulun    | Un'incisione faraonica di Hapy (dio delle inondazioni annuali del Nilo) che offre doni. | 1981                       |
|          |          | 10 £       | 150 × 70                | rosa                 | Moschea di al-Rifa'i          | Chefren in trono                                                                        | 2003                       |
|          |          | 20 £       | 155 × 70                | verde                | Moschea di Muhammad Ali       | Un carro da guerra faraonico e fregio dalla cappella di Sesostri I                      | 1978                       |
|          |          | 50 £       | 160 × 70                | rosso-brunastro      | Moschea di Qijmas al-Ishaqi   | Tempio di Edfu                                                                          | 1993                       |
|          |          | 100 £      | 165 × 70                | ciano                | Moschea del Sultano Hassan    | Grande Sfinge di Giza                                                                   | 1994                       |
|          |          | 200 £      | 165 × 72                | oliva                | Moschea di Qani-Bay           | Scriba rosso                                                                            | 2007                       |

| Immagine | Immagine | Valore | Dimensioni (millimetri) | Colore principale | Descrizione                   | Descrizione                                             | Anno della prima emissione |
| Davanti  | Retro    | Valore | Dimensioni (millimetri) | Colore principale | Davanti                       | Retro                                                   | Anno della prima emissione |
| -------- | -------- | ------ | ----------------------- | ----------------- | ----------------------------- | ------------------------------------------------------- | -------------------------- |
|          |          | 10 £   | 132 × 69                | arancione         | Moschea di Al-Fattah al-Aleem | Biblioteca di Alessandria, Piramide e regina Hatshepsut | 2022                       |
|          |          | 20 £   | 132 × 69                | verde             | Moschea di Muhammad Ali       | Piramide, carro da guerra e statua della dea Iside      | 2023                       |

## Cambi storici e attuali

### Sterlina britannica
La seguente tabella, mostra il valore di una sterlina britannica in sterline egiziane:
| Date        | Official rate          |
| ----------- | ---------------------- |
| 1885 - 1949 | 0,975 £E               |
| 2008        | 10,0775 £E             |
| 2009        | 8,50 £E                |
| 2012        | 9,68 £E                |
| 2014        | da 11,97 £E a 12,03 £E |
| 2016        | da 12,60 £E a 21,21 £E |
| 2017        | 20,00 £E               |
| 2020        | 19,53 £E               |

### Dollaro statunitense

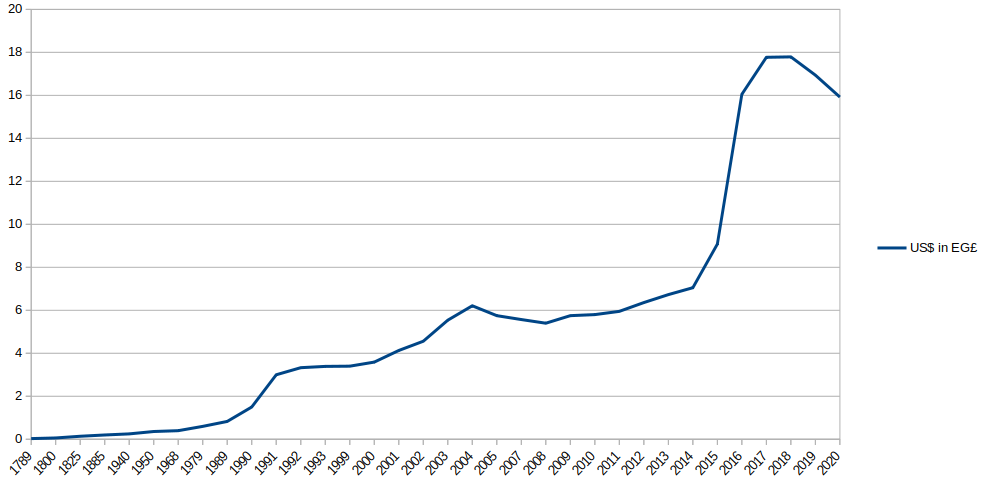
Il valore storico di un dollaro statunitense in sterline egiziane (dal 1789 al 2020).

La seguente tabella, mostra il valore di un dollaro statunitense in sterline egiziane:
| Date        | Official rate           |
| ----------- | ----------------------- |
| 1789 - 1799 | 0,03 £E                 |
| 1800 - 1824 | 0,06 £E                 |
| 1825 - 1884 | 0,14 £E                 |
| 1885 - 1939 | 0,20 £E                 |
| 1940 - 1949 | 0,25 £E                 |
| 1950 - 1967 | 0,36 £E                 |
| 1968 - 1978 | 0,40 £E                 |
| 1979 - 1988 | 0,60 £E                 |
| 1989        | 0,83 £E                 |
| 1990        | 1,50 £E                 |
| 1991        | 3,00 £E                 |
| 1992        | 3,33 £E                 |
| 1993 - 1998 | 3,39 £E                 |
| 1999        | 3,40 £E                 |
| 2000        | da 3,42 £E a 3,75 £E    |
| 2001        | da 3,75 £E a 4,50 £E    |
| 2002        | da 4,50 £E a 4,62 £E    |
| 2003        | da 4,82 £E a 6,25 £E    |
| 2004        | da 6,13 £E a 6,28 £E    |
| 2005 - 2006 | 5,75 £E                 |
| 2007        | da 5,64 £E a 5,50 £E    |
| 2008        | da 5,50 £E a 5,29 £E    |
| 2009        | 5,75 £E                 |
| 2010        | 5,80 £E                 |
| 2011        | 5,95 £E                 |
| 2012        | 6,36 £E                 |
| 2013        | da 6,50 £E a 6,96 £E    |
| 2014        | da 6,95 £E a 7,15 £E    |
| 2015        | da 7,15 £E a 11,00 £E   |
| 2016        | da 15,00 £E a 18,00 £E  |
| 2017        | da 17,70 £E a 17,83 £E  |
| 2018        | da 17,69 £E a 17,89 £E  |
| 2019        | da 17,89 £E a 15,99 £E  |
| 2020        | da 16,04 £E1 a 15,79 £E |